# Alsodes neuquensis
Alsodes neuquensis Cei, 1976 è una specie di anfibi anuri appartenente alla famiglia Alsodidae.